# Premio a la Amistad
El Premio a la Amistad de la República Popular China (en chino tradicional, 中國政府友誼獎; en chino simplificado, 中国政府友谊奖; pinyin, Zhōngguó Zhèngfǔ Yǒuyì Jiǎng; literalmente, ‘Premio a la amistad del gobierno chino’) es el premio más alto de los que concede la República Popular China para «expertos extranjeros que hayan realizado contribuciones destacadas al progreso económico y social del país».

## Historia
El antecedente más inmediato de este premio es la Medalla de la Amistad Chino-Soviética, que se estableció por primera vez en la década de 1950, cuando el entonces primer ministro Zhou Enlai y el ministro de Relaciones Exteriores Chen Yi lo otorgaron a expertos de la antigua Unión Soviética y países de Europa del Este. El 15 de septiembre de 1955, el gobierno chino decretó que a cada experto soviético que abandonara el país se le entregaría una de estas medallas. Esta medalla presentaba las banderas de China y la Unión Soviética junto con la inscripción «Larga vida a la amistad chino-soviética» (en chino, 中苏友谊万岁; pinyin, Zhōngsū Youyì Wànsuì). El premio a la amistad fue abolido debido a la ruptura chino-soviética a principios de la década de 1960. Durante el covulso período que siguió, en particular la Revolución Cultural, los extranjeros en China a menudo eran considerados «espías» y muy pocos permanecieron en el país.
En la década de 1990, Después de la reapertura de China, El Comité Central del Partido reintrodujo un nuevo Premio de la Amistad en 1991. Desde entonces, los ganadores han sido seleccionados por la Administración Estatal de Asuntos de Expertos Extranjeros (SAFEA) de acuerdo con procedimientos estrictos, previa recomendación de la organización empleadora, el gobierno local y los ministerios pertinentes del Consejo de Estado. Se seleccionan alrededor de 50 destinatarios cada año, el premio se otorga como parte de las celebraciones del Día Nacional de la República Popular China (1 de octubre). Además del premio nacional de amistad, también se están otorgando otros premios a expertos extranjeros locales a nivel provincial, regional y municipal.
Para 2007, 949 expertos de 56 países habían recibido el premio, dos años más tarde había 1099 condecorados.

### Premio a la Amistad entre China y África
Por primera vez en diciembre de 2006, el Premio a la Amistad China-África fue otorgado a diez africanos y diez chinos. Este premio se otorga cada tres años a personas influyentes y conocidas que hayan contribuido a la amistad chino-africana.

## Descripción de la medalla
El premio consiste en una medalla y un certificado de reconocimiento. La medalla tiene forma de una estrella de cinco puntas y el cuerpo es de oro. La medalla está decorada con una imagen de la Gran Muralla en el anverso junto con la inscripción «Premio a la Amistad» en chino ("友谊奖", en la parte superior) y en inglés (en la parte inferior). El diseño de la Gran Muralla representa los fuertes lazos de amistad y cooperación entre los expertos extranjeros y China.